# Route nazionale delle Comunità capi 2024
La Route nazionale delle Comunità capi 2024 (abbreviata con RN24) è stato un evento organizzato da AGESCI che si è svolto dal 22 al 25 agosto 2024 a Verona. L'evento era rivolto ai membri delle comunità capi dell'associazione, cioè ai soci adulti.
Si è trattata della terza route nazionale delle comunità capi, organizzata dopo quelle del 1979 a Bedonia e del 1997 ai Piani di Verteglia.

## Storia
La route nazionale viene progettata per il 2024 nel cinquantesimo anniversario di fondazione di AGESCI, il motto è Generazioni di felicità a voler indicare il tracciato su cui progettare il futuro partendo dalla felicità considerata il desiderio comune a tutti gli uomini. Durante l'anno le comunità capi hanno avuto la possibilità di riflettere su alcuni stili di felicità per concludere il percorso a Verona dal 22 al 25 agosto.

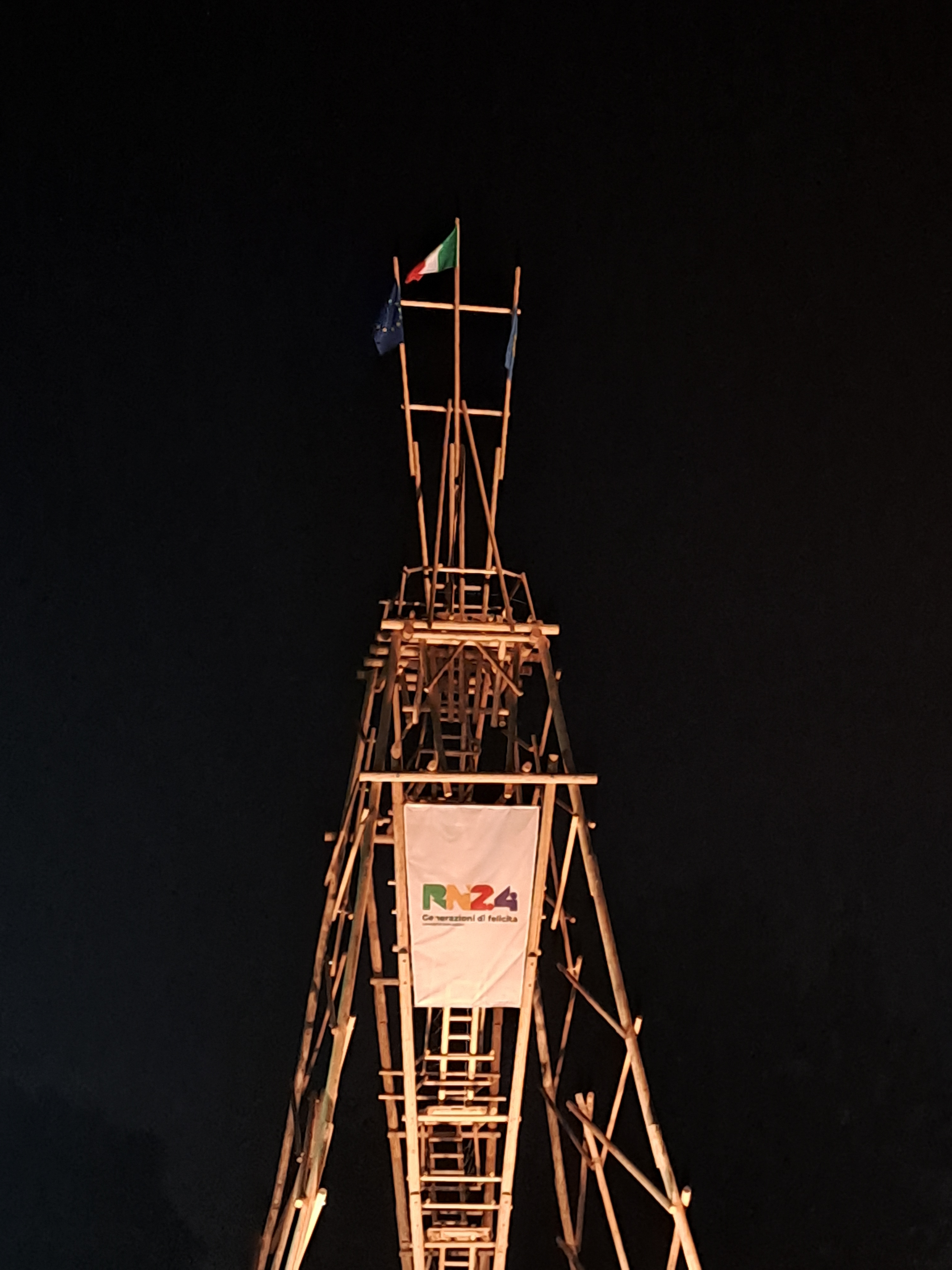
L'alzabandiera costruito per la route.